# Барон Арон Давидович
Арон Давидович Барон (1 липня 1891 — †12 серпня 1937) — народився у селі Гнилець Київської губернії (нині: Долинівка (Брусилівського району) Житомирської області). Відомий також, як Факторович (або ж у спотвореній формі — Канторович). Літературне псевдо — Полєвой.

## Від Києва до Чикаго
В 1906 році заарештований за участь у страйковому русі Київського союзу пекарів, в 1907 — засланий до Сибіру, звідки втік до Сполучених Штатів Америки. У США разом з дружиною брав участь у анархо-синдикалістському русі. Від 1912 року — член Світової Ліги Промислових Працівників. Підтримував профспілкові та анархічні стосунки з єврейськими та американськими осередками. У Чикаго в 1915 році разом з Люсі Парсонс редагував газету «Alarm» («Набат»). Під час маніфестації безробітних на початку 1915 року Барон разом з дружиною йшов у перших лавах демонстрантів та брав безпосередню участь у сутичках з поліцією, під час яких він був жорстоко побитий. За часів перебування у США кілька разів був короткотерміново ув'язнений.

## Від Чикаго до Києва
У червні 1917 року Арон з Фанею повернулися до Києва й поринули у суспільно-політичне життя. Профспілка пекарів висунула Барона до Київської Ради робітничих депутатів.
Після відходу з України під натиском німецько-австрійських окупаційних військ, Барон з рештою анархістів у травні 1918 року опиняється у Ростові-на-Дону. Там вони бешкетують, грабують місцевих підприємців та банки, звільняють в'язнів з каральних закладів радянської влади. Невдовзі анархісти пліч-о-пліч з морозівськими та донецькими загонами стають на захист Царицина, тримаючи оборону поблизу станції Жутово. Але чвари, що почалися з радянською владою призвели до того, що загін Барона, як і всі загони анархістів на початку червня було роззброєно.
В липні 1918 р. — в Курську, де працює над створенням Ініціативної групи «Набат», що мала на меті об'єднання всіх українських анархістів. У вересні — в Нейтральній смузі разом з Примаковим долучається до створення української повстанської дивізії, в якій невдовзі Таращанський полк очолює його брат. Одночасно плідно співпрацює з анархістськими осередками і від осені 1918 року  редагує газету «Набат». За ініціативою Барона в Курську з 12 до 16 листопада 1918 р. відбулася Установча конференція Конфедерації анархістів України «Набат», лідером та ідеологом якої Барон лишався до кінця 1920 року.

## За радянської влади
В січні 1919 р. разом з іншими радянськими полками входить до Харкова, в лютому займає Катеринослав. Скрізь, де тільки може, створює осередки КАУ, що врешті-решт призводить до арешту. Катеринославська ЧК ув'язнює Барона 8 лютого 1919 р. на кілька діб за лекцію «Анархізм та Радянська влада».
Після звільнення Барон бере участь у другому районному з'їзді Рад Гуляйпільского району (12 —16 грудня 1919 р.), на якому закликав до створення безпартійних Рад, як інструмента місцевої влади. Після з'їзду відбув до Києва, де на початку квітня знову був заарештований ЧК. На першому з'їзді Конфедерації анархістів України, що проходив у Єлисаветграді з 2 по 7 квітня 1919 року заочно обраний до Секретаріату.
Від квітня 1919 р. — в Одесі, де видає російськомовну газету «Одесский набат». Останнім числом газети був № 7 від 16 червня 1919 року. Крапку у діяльності Барона в Одесі поставила радянська влада, яка заборонила випуск органу Одеської Федерації Анархістів.
Від червня 1919 р. — у Москві. На початку жовтня Барон знову потрапляє за ґрати — цього разу через підозру в причетності до вибуху будівлі Московського комітету РКП(б) у Леонтієвському провулку. У в'язниці він стає одним з організаторі слідчої комісії, створеної з арештованих легальних анархістів, яка намагалася відслідкувати обставини вибуху. В листопаді 1919 р., коли стала очевидною його непричетність до скоєного злочину, тяжко хворого на тиф Арона Барона його випускають з в'язниці.
На початку 1920 року Барон повертається до Харкова, бере участь у підпільних конференціях КАУ, що відбувалися в лютому та квітні. В травні — обирається представником Секретаріату «Набат» до Ради революційних повстанців при РПАУ. Як свідчить Іцхак Тепер, в червні Барон веде перемовини з Махном про створення безвладної території (анархічної республіки) на теренах Криму. Разом із Яковом Суховольским та Віктором Білашем виступає за створення Комісії з антимахновських справ (КАС) — своєрідної контррозвідки в лавах РПАУ. Влітку входить до редакції газети «Повстанець», що видається культурно-просвітницькою комісією, та намагається поширити свій вплив на повстанців Гуляйпільської та Новоспасівської груп анархістів. Це стало причиною конфлікту з Махном, внаслідок якого Барон в серпні 1920 року покидає РПАУ.
У вересні 1920 року перебирається до Москви, де опиняється під вартою. На початку жовтня виходить із в'язниці завдяки військово-політичній угоді між РПАУ та радянською владою. Повертається до співпраці з РПАУ: з 1 листопада працює в газеті «Голос махновця», вистапає у Харкові на заводах і фабриках, закладає підвалини анархо-синдикалістських професійних союзів, маючи на меті організацію всеукраїнського анархічного з'їзду. 29 листопада 1920 року вся редакція «Голосу махновця» була заарештована і в преважній своїй більшості розстріляна чекістами.

## Арешти
Арешт в листопаді 1920 року в Харкові обернувся для Барона довгими місяцами позбавлення волі. На початку 1921 року його разом з іншими анрахістами відправляють до Москви, де з квітня він перебуває під вартою в тюрмі Орловського централу. В листопаді 1922 року — назад до Харківської тюрми. Хоча невдовзі Барон й виходить на волю, але вже 18 грудня 1922 року він відправляється на Соловки відбувати дворічне покарання: спочатку Пертоминському, а згодом — в Кемському таборах. Протестуючи проти табірних порядків, запроваджених адміністрацією, в червні 1923 року намагався звести рахунки з життям самоспаленням. В грудні 1924 року виходить на волю та повертається до Москви.
В січні 1925 року постановою Особливої наради при Колегії ОДПУ Барона висилають на чотири роки до Новоніколаєвська (нині — Новосибірськ). Після закінчення терміну заслання — нове покарання: висилка до Ташкенту строком на п'ять років. Коли у 1933 році Барон повернувся із Середньої Азії в європейську частину СРСР, йому було заборонене проживання у великих містах, тому він влаштувався у Воронежі економістом місцевого енерготресту. Але вже 27 січня 1934 року знову арешт: цього разу за вироком від 14 травня 1934 року  — три роки позбавлення волі.
Після відбування покарання Барон лишився на правах політичного засланця у Тобольську, де працював плановиком у місцевому торзі. Там же 20 березня 1937 року відбувся останній в його житті арешт. Через півроку за вироком Трійки Омського управління НКВС Барона Арона Давидовича 5 серпня 1937 р. було засуджено до страти, а 12 серпня 1937 року — розстріляно у Тобольську.
Реабілітований 8 лютого 1957 року.